# Govert Bidloo
Govert Bidloo vagy Govard Bidloo (Amszterdam, 1649. március 12. – Leiden, 1713. március 30.) holland aranykori orvos, anatómus, librettista. III. Orániai Vilmos németalföldi helytartó, angol, skót és ír király személyi orvosa volt.
Bidloo emellett termékeny és népszerű költő, operalibrettista és drámaíró volt. Ő írta a librettót az első holland nyelvű operához, Johan Schenck Bacchus, Ceres és Venus című művéhez (1686). 1686-ban írt, Het zegepraalende Oostenryk, of verovering van Offen című drámájának témája Buda visszafoglalása.  Összegyűjtött írásait halála után három kötetben adták ki.
Bidloo egyik tanítványa volt unokaöccse, Nicolaas Bidloo is, aki később I. Nagy Péter orosz cár személyi orvosa lett, és orvosi iskolát is alapított Moszkvában.

## Életútja
Amszterdami mennonita családban született, Govert Bidloo kalaposmester fiaként. Bátyja Lambert Bidloo (1638–1724) irodalomszerető gyógyszerész volt, aki a klasszikus műveltség híveként gondoskodott arról, hogy öccse a latin nyelvet is kellőképpen elsajátítsa. Govert ezután sebésztanoncnak állt, majd 1670-ben Frederik Ruysch anatómus tanítványa lett. Később a franekeri egyetemen tanult orvostudományt, diplomáját 1682-ben szerezte meg. 1688-ban Hágában az anatómiai boncolás tárgyának előadója lett, 1690-ben pedig az országos kórházi szolgálat vezetőjévé nevezték ki, majd 1692-től ugyanezt a tisztséget töltötte be Angliában. 1694-ben a leideni egyetemen az anatómia és orvostudomány professzora lett, a tisztséget 1713-ban bekövetkezett haláláig töltötte be, amikor is Herman Boerhaave követte őt a posztján.
III. Orániai Vilmos németalföldi helytartó és angol király 1695-ben felkérte Bidloót, hogy legyen a személyi orvosa. A király 1702. március 8-án a karjaiban halt meg.
1696-ban a londoni Royal Society tagjává választották. 64 éves korában Leidenben halt meg.

## Anatomia hvmani corporis (1685)
1685-ben anatómiai atlaszt adott ki Anatomia hvmani corporis (holland kiadásban Ontleding des menschelyken lichaams) címmel (1690.) Az Anatomia hvmani corporis leírta a bőr dermális papilláit (ujjlenyomat). Ez volt az egyik olyan úttörő tudományos megfigyelés, amely megalapozta az ujjlenyomatok alapján történő törvényszéki azonosítást. Gérard de Lairesse 105 táblával illusztrálta az atlaszt, amely az ember testfelépítését élő szervezetként és boncolt holttestként is ábrázolta. A könyvet később William Cowper angol sebész plagizálta Anatomy of the Humane Bodies (1698) című könyvével, de sem Bidloót, sem Lairesse-t nem tüntette fel forrásai között. Ez számos vitriolos levélváltáshoz vezetett Bidloo és Cowper között, pamfletek jelentek meg mindkét anatómus védelmében is. Bidloo hozzájárult a májmétely (Fasciola hepatica) életciklusának feltárásához, megfigyelte a féreg testében jelen lévő petéket. Azonos anatómiájú férgeket figyelt meg juhok, borjak, szarvasok és emberek epevezetékeiben.

## Fordítás
- Ez a szócikk részben vagy egészben  a   Govert Bidloo című angol Wikipédia-szócikk fordításán alapul.  Az eredeti cikk szerkesztőit annak laptörténete sorolja fel. Ez a jelzés csupán a megfogalmazás eredetét és a szerzői jogokat jelzi, nem szolgál a cikkben szereplő információk forrásmegjelöléseként.